# Język namonuito
Język namonuito, także Namon Weite – zagrożony wymarciem język trukański należący do języków mikronezyjskich, używany przez mieszkańców Namonuito Atoll w archipelagu Karolinów w mikronezyjskim stanie Chuuk.